# 小野田村 (岡山県)
小野田村（おのだそん）は、岡山県赤磐郡にあった村。現在の赤磐市の一部にあたる。

## 地理
吉井川支流・小野田川の下流域に開析された比較的広い谷と、その周辺の丘陵に位置していた。

## 歴史
- 1889年（明治22年）6月1日、町村制の施行により、磐梨郡沢原村、殿谷村、岡村、佐古村、酌田村が合併して村制施行し、小野田村が発足[1][2]。旧村名を継承した沢原、殿谷、岡、佐古、酌田の5大字を編成[2]。
- 1900年（明治33年）4月1日、郡の統合により赤磐郡に所属[1][2]。
- 1953年（昭和28年）12月15日、赤磐郡豊田村・可真村、和気郡熊山村（一部）と合併し、町制施行し赤磐郡熊山町を新設して廃止された[1][2]。合併後、熊山町大字沢原・殿谷・岡・佐古・酌田となる[2]。

### 地名の由来
中世以降の小野田荘にちなむ。

## 産業
- 農業、白下糖[2]